# Boguszyny
Boguszyny [pronunciación en polaco: /bɔɡuˈʂɨnɨ/] (anteriormente en alemán: Gottberg) es un pueblo ubicado en el distrito administrativo de Gmina Pełczyce, dentro del Condado de Choszczno, Voivodato de Pomerania Occidental, en el norte de Polonia occidental. Se encuentra aproximadamente a 6 kilómetros al noreste de Pełczyce, a 10 kilómetros al sur de Choszczno, y a 64 kilómetros al sureste de la regional capital Szczecin.
Antes de 1945, el área fue parte de Alemania. Para la historia de la región, véase Historia de Pomerania.